# Tony Battie
Demetrius Antonio Battie (Dallas, Texas; 11 de febrero de 1976) es un exjugador de baloncesto estadounidense que disputó 14 temporadas en la NBA. Con 2,11 metros de altura, jugaba en la posición de ala-pívot.

## Trayectoria

### Instituto
Asistió al instituto South Oak Cliff High School de Dallas.

### Universidad
Luego pasó por la Universidad Tecnológica de Texas, donde finalizó como el máximo taponador de la historia de los Red Raiders con 162 tapones, y promediando en su temporada júnior 18,8 puntos, 11,8 rebotes y 2,5 tapones por encuentro.

### Profesional
Fue elegido en el quinto lugar del Draft de la NBA de 1997 por los Denver Nuggets.
Después de un año en Denver, el 24 de junio de 1998, es traspasado junto a Tyronn Lue a Los Angeles Lakers a cambio de Nick Van Exel. Debido al cierre patronal, la temporada 1998-99, no dio comienzo hasta febrero de 1999, y Tony fue traspasado días antes, el 21 de enero, a los Boston Celtics a cambio de Travis Knight.
Durante su sexta temporada en Boston, el 15 de diciembre de 2003, es traspasado junto a Kedrick Brown y Eric Williams a Cleveland Cavaliers, a cambio de Ricky Davis, Chris Mihm y Michael Stewart.
El 23 de julio de 2004 es traspasado a Orlando Magic a cambio de Drew Gooden, Steven Hunter y Anderson Varejão.
Tras cuatro años en Orlando, el 25 de junio de 2009 fue traspasado junto con Rafer Alston y Courtney Lee a New Jersey Nets a cambio de Vince Carter y Ryan Anderson.
En julio de 2010 firma con Philadelphia 76ers, con los que pasa sus dos últimas temporadas antes de retirarse.

## Estadísticas de su carrera en la NBA

### Temporada regular
| Año     | Equipo       | PJ  | PT  | MPP  | %TC  | %3P   | %TL   | RPP | APP | ROB | TPP | PPP |
| ------- | ------------ | --- | --- | ---- | ---- | ----- | ----- | --- | --- | --- | --- | --- |
| 1997–98 | Denver       | 65  | 49  | 23.2 | .446 | .214  | .702  | 5.4 | .9  | .8  | 1.1 | 8.4 |
| 1998–99 | Boston       | 50  | 15  | 22.4 | .519 | .000  | .672  | 6.0 | 1.1 | .6  | 1.4 | 6.7 |
| 1999–00 | Boston       | 82  | 4   | 18.4 | .477 | .125  | .675  | 5.0 | .8  | .6  | .9  | 6.6 |
| 2000–01 | Boston       | 40  | 25  | 21.1 | .537 | .000  | .638  | 5.8 | .4  | .7  | 1.5 | 6.5 |
| 2001–02 | Boston       | 74  | 73  | 24.6 | .541 | .000  | .677  | 6.5 | .5  | .8  | .9  | 6.9 |
| 2002–03 | Boston       | 67  | 62  | 25.1 | .539 | .200  | .746  | 6.5 | .7  | .5  | 1.2 | 7.3 |
| 2003–04 | Boston       | 23  | 6   | 21.8 | .479 | 1.000 | .697  | 5.1 | .9  | .3  | .9  | 5.9 |
| 2003–04 | Cleveland    | 50  | 1   | 19.5 | .427 | .125  | .768  | 4.8 | .7  | .4  | .9  | 5.4 |
| 2004–05 | Orlando      | 81  | 32  | 23.4 | .460 | .000  | .723  | 5.6 | .5  | .4  | 1.0 | 4.9 |
| 2005–06 | Orlando      | 82  | 82  | 27.0 | .507 | .000  | .664  | 5.6 | .6  | .6  | .8  | 7.9 |
| 2006–07 | Orlando      | 66  | 66  | 23.9 | .489 | .000  | .675  | 5.2 | .5  | .4  | .4  | 6.1 |
| 2008–09 | Orlando      | 77  | 3   | 15.6 | .489 | .222  | .659  | 3.6 | .4  | .3  | .3  | 4.8 |
| 2009–10 | New Jersey   | 15  | 0   | 8.9  | .350 | .250  | .700  | 1.5 | .2  | .3  | .1  | 2.4 |
| 2010–11 | Philadelphia | 38  | 0   | 9.9  | .469 | .667  | .571  | 2.6 | .3  | .1  | .4  | 2.6 |
| 2011–12 | Philadelphia | 27  | 11  | 10.9 | .373 | .000  | 1.000 | 2.5 | .6  | .2  | .2  | 1.6 |
| Total   | Total        | 837 | 429 | 21.1 | .488 | .162  | .690  | 5.1 | .6  | .5  | .8  | 6.1 |

### Playoffs
| Año   | Equipo       | PJ | PT | MPP  | %TC  | %3P  | %TL  | RPP | APP | ROB | TPP | PPP |
| ----- | ------------ | -- | -- | ---- | ---- | ---- | ---- | --- | --- | --- | --- | --- |
| 2002  | Boston       | 16 | 16 | 27.7 | .488 | .000 | .619 | 7.6 | .8  | .6  | 1.9 | 6.1 |
| 2003  | Boston       | 10 | 10 | 21.3 | .564 | .000 | .500 | 4.9 | .5  | .4  | 1.4 | 6.6 |
| 2007  | Orlando      | 4  | 4  | 21.8 | .389 | .000 | .250 | 4.0 | .3  | .0  | .0  | 3.8 |
| 2009  | Orlando      | 21 | 0  | 6.1  | .467 | .000 | .600 | 1.0 | .1  | .0  | .1  | 2.1 |
| 2011  | Philadelphia | 5  | 0  | 7.6  | .429 | .000 | .500 | 2.0 | .0  | .0  | .6  | 1.4 |
| Total | Total        | 56 | 30 | 16.2 | .493 | .000 | .550 | 3.9 | .4  | .2  | .9  | 4.1 |

## Vida personal
En septiembre de 2000, su compañero de equipo, Paul Pierce, fue apuñalado en el Buzz Club, una discoteca nocturna de Boston; por suerte, Tony y su hermano, pudieron ayudarle llevándolo a toda prisa a un hospital cercano.